# Історія Міської поліції Лондона

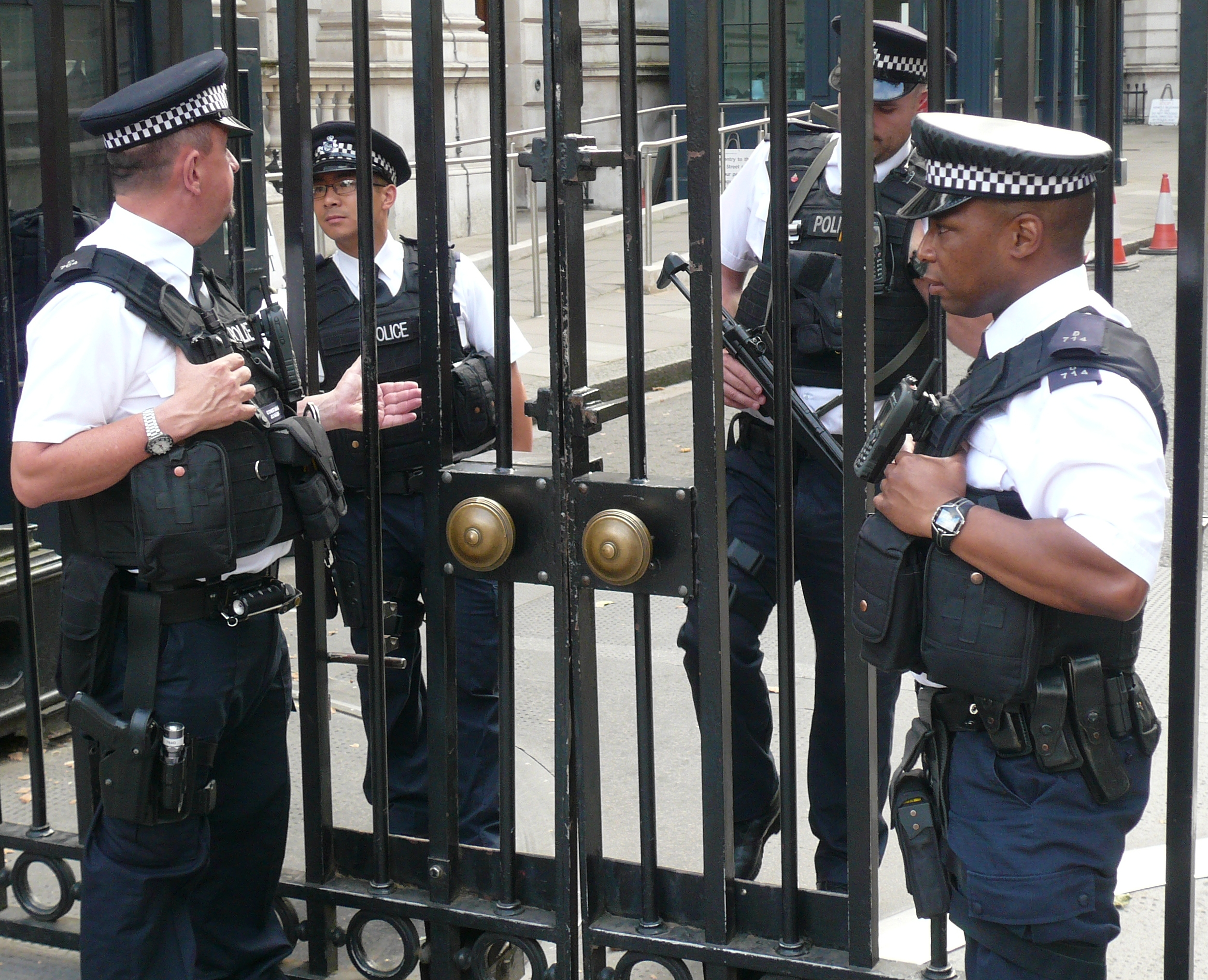
Офіцери, які охороняють резиденцію прем'єр-міністра, 2014 рік

Міська поліція Лондона ― міський поліційний орган, обов'язком якого є охорона закону в Великому Лондоні, за виключенням Лондонського Сіті, яке охороняє Поліція Лондонського Сіті. Міська поліція Лондона є однією з найбільших та найстаріших поліційних служб у світі.

## До 1829
До прийняття Акту про міську поліцію 1829 правоохоронна діяльність в Англії здійснювалась констеблями графств яких обирали, а пізніше призначав суддя графства. За деяких обставин, наприклад при масових заворушеннях, можливо було залучити армію на підтримку правоохоронців. Для цього зазвичай використовували армійський резерв. через те, що ця система була дуже неорганізованою та не мала задовільних можливостей проводити розслідування. Тому письменник Генрі Філдінг, якого в 1748 році призначили суддею, заснував в 1753 році нову детективну службу, яка називалась «Bow Street Runners». Будинок Філдінга на вулиці Боу, 4 перетворили на судову будівлю. Ця служба складалась з восьми поліціянтів, які розслідували злочини, які їм передавали констеблі та сторожі. В 1805 році був заснований кінний патруль, який у 1837 році увійшов до складу Міської поліції Лондона. Також незалежно від Bow Street Runners діяли мисливці на крадіїв, яких винаймала громада, щоб вони ловили крадіїв та приводили їх в суд.
У 1798 році була заснована водна поліція. Вона складалась з 220 поліціянтів, яким допомагали 1 000 працівників доків. Їх обов'язком було недопущення викрадення човнів. За перший рік роботи було спіймано 2 000 крадіїв. Така велика результатів призвела до прийняття Акту про водну поліцію. У 1839 році морська поліція увійшла до складу Міської поліції Лондона і була названа Темзький відділ, який недавно був перейменований в Відділ водної поліції.

## Створення
Правоохоронній системі того часу бракувало організованості та ефективності, що викликало незадоволення в суспільстві. Через це була створена парламентська комісія щоб проаналізувати діючу правоохоронну систему. Сер Роберт Піль, який в 1822 році був призначений Міністром внутрішніх справ Великої Британії, створив другу та більш ефективну парламентську комісію. Піль вважав, що найкращий спосіб створити ефективну поліційну службу це зробити роботу поліціянта високооплачуваною та підзвітною суспільству (до цього робота поліціянта була лише добровільним додатковим заняттям і часто за неї не платили). Він представив свої ідеї Парламенту, який затвердив їх в Акті про міську поліцію 1829 року.
На початку 19го сторіччя через промислову революцію населення, площа та економічна потужність Лондона почала швидко зростати. Система констеблів та сторожів стала неефективною, тому 19 червня 1829 король Георг IV затвердив Акт про міську поліцію. Вже 29 вересня 1829 була створена Міська поліція Лондона. Поліція була створена як цивільна служба, а не мілітаризована, як очікувалось. Поліціянти отримали синю форму, яка відрізнялась від червоної військової, яку правоохоронці носили раніше. Також в поліції не було звань, які б збігалися з військовими званнями, окрім сержанта. Посада голови поліції була названа «Комісар», на відміну від назви «Головний констебль», яка використовувалася в інших територіях Великої Британії.

## 19 століття
Спочатку в поліції було два комісари. Першими комісарами стали Сер Чарльз Ровен та Сер Річард Мейн. Коли Сер Чарльз Ровен помер, його замінив Вільям Хей. Через те що, погляди двох комісарів на методи управління поліцією часто розходились, в 1855 році було вирішено залишити тільки одного комісара.
У 1829 році в Міській поліції Лондона було 2 комісари, 8 суперінтендантів, 20 інспекторів, 88 сержантів та 895 констеблів.
Офіцери були озброєні лише дерев'яним кийком та мали свисток для того, щоб покликати допомогу. Офіцери зазвичай не носили з собою зброю, хоча було куплено 50 пістолей для використання в особливих випадках. Згодом пістолі були замінені револьверами. В той час відбувалося багато домових пограбувань, і грабіжники зазвичай були озброєні. Згодом громадянам, які були протестантами, а таких була більшість, було дозволено мати зброю. Після того, як декілька офіцерів було застрелено та після громадських обговорень щодо озброєння поліції, комісар попросив дозвол в міністра внутрішніх справ на видачу зброї. Такий дозвіл був наданий за умови, що револьвери будуть видаватися тільки тим поліціянтам, про яких їх начальник впевнений що вони зможуть правильно поводитись зі зброєю. Така практика застосовувалась до 1936 року, коли в поліціянтів забрали зброю. Зброю повернули в 1952 коли знов був застрелений поліціянт.
На початку існування Міської поліції Лондона її офіцери отримували заробітну плату в розмірі 1 гінеї (1.05 фунтів) на тиждень. Поліціянти працювали по 12 годин на день, 6 днів на тиждень. Щоб стати поліціянтом, треба було бути не віком не більше 35 років, мати гарне здоров'я та мати зріст не менше ніж 5 футів 7 дюймів (приблизно 1.7 метрів).
Перша штаб-квартира поліції була на вулиці Скотленд-Ярд («Шотландський двір»), яка отримала свою назву внаслідок того, що на ній раніше знаходились місії шотландських королів. Згодом ця назва прикріпилась до Міської поліції Лондона.
На момент заснування в Міській поліції Лондона було 17 територіальних підрозділів, кожен з яких мав власну будівлю. Вони позначались літерами англійської абетки від A до V:
| - A — Вестмінстер - B — Челсі - C — Мейфер та Сохо - D — Мерілебон - E — Холборн - F — Кенсінгтон | - G — Кінгс Кросс - H — Степні - K — Вест Хем - L — Ламбет - M — Саутерк - N — Іслінгтон | - P — Пекхем - R — Гринвіч - S — Хемпстед - T — Хаммерсміт - V — Вандзверт |

В 1865 році було створено ще 3:
- W — Клепхем
- X — Віллсден
- Y — Тоттенем

А в 1886 був створений ще один:
- J — Бетнал Грін

28 червня 1830 констебль Джозеф Грентхем став першим офіцером Міської поліції Лондона вбитим під час виконання службових обов'язків, яке було згодом визнане вбивством з метою самозахисту. Міська поліція Лондона була дуже непопулярною в ті часи, і на офіцерів часто нападали. Їх називали «Сирі омари», «Сині дияволи» та «Кривава банда Піла».
У 1839 році Bow Street Runners, Піший і кінний патрулі та Водна поліція увійшли до складу Міської поліції Лондона. Хоча того ж року була створена Поліція Лондонського Сіті, вона залишилась незалежною. В 1842 був заснований Детективний відділ, який виконував обов'язки, які раніше виконували Bow Street Runners. на початку цей відділ складався з двох інспекторів, шести сержантів та декількох констеблів. Серед найперших їх розслідувань була справа «Бермондський Жах», в якій подружжя Фредеріка і Мері Менінг вбили Патріка О'Конера та сховали його тіло під підлогу в кухні.
Дисципліна та стандарти поведінки встановились в поліції не одразу. В 1863 році 215 офіцерів було заарештовано за те, що вони були п'яними під час служби. В 1877 році три високопоставлених детективи були визнані винними в корупції. Через цей скандал Детективний відділ був реорганізований та перейменований на Відділ розслідування злочинів. Його голова став підпорядковуватись Міністру внутрішніх справ напряму, без посередництва комісара.
Через загрозу Ірландського тероризму в 1883 році був заснований Спеціальний ірландський відділ, але вже в 1888 він був перейменований в просто Спеціальний відділ, оскільки його обов'язки значно розширилися.

## 20 та 21 століття

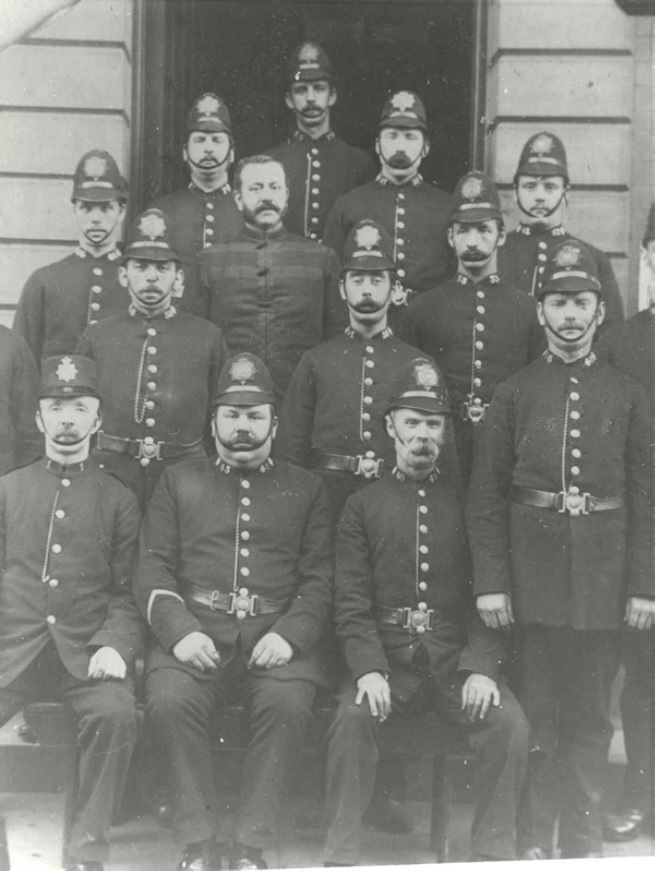
Лондонські поліціянти 1901 року.

До 1900 року Міська поліція Лондона зросла до 16 000 працівників в 21 територіальному підрозділі і здійснювала правоохоронну діяльність на території в 1 800 км2.
Розслідування злочинів значно покращилось після того, як в 1901 році Едвард Генрі заснував Бюро відбитків пальців. Першими, кого визнали винними на основі відбитків пальців стали брати Альфред та Альберт Стреттони, які вбили подружжя 71-річного Томаса та 65-річної Енн Ферроу в Дептфорді.
Окрім охорони закону в Великому Лондоні, Міська поліція Лондона в 1860—1934 також охороняла бази королівського військо-морського флоту в Портсмуті, Четемі, Девонпорті, повітряну базу флоту в Пемброук та Королівський арсенал в Вулвічі. Також поліційні органи інших територій Великої Британії часто звертались по допомогу до Міської поліції Лондона через їх великий досвід, зокрема вони допомагали розслідувати «Велике пограбування потяга» в 1963 році, коли грабіжники викрали з поштового потяга 120 мішків з грошима на суму в 2.6 млн фунтів.
Після того, як Велика Британія вступила в Другу світову війну 3 вересня 1939 робота поліції значно ускладнилась через різкий стрибок кількості злочинів. Відбувалося багато крадіжок, особливо продуктів харчування, а також досить вільно себе почували банди. Протягом війни рівень злочинності збільшився в десять разів. Тому було мобілізовано три резервні групи: 2 737 поліційних пенсіонерів, яких повернули на роботу, 5 380 допоміжних поліціянтів, які почали служити на умовах повноправних поліціянтів, та 18 868 військового резерву поліції. В травні 1940 Міська поліція Лондона опублікувала меморандум про використання поліційної зброї у воєнний час, відповідно до якого планувалось тренування всіх офіцерів у стрільбі із пістолетів та револьверів через те, що хоч поліція і є невійськовою організацією, але вона відповідальна за боротьбу з ворожими диверсіями та мала чинити збройний опір в випадку вторгнення ворожих військ в Британію. Для цього 1 червня 1940 було військові передали міській поліції 3 500 канадських гвинтівок Росс та 72 384 набої типу .303 British для них. Найменшу кількість гвинтівок отримав Темзький відділ — 61, а найбільшу Спеціальний відділ — 190. Також по 50 гвинтівок було видано Пожежній службі Лондона та Портовій поліції Лондона.
Протягом 1950-их та 1960-их відбувалось багато акцій протесту, через що в 1965 році була створена Спеціальна патрульна група. Офіцери з цієї групи проходили посилену підготовку в протидії масовим заворушенням. Цю групу часто критикували та звинувачували у поліційній жорстокості. Гучним скандалом стало вбивство офіцерами цієї групи протестувальника Блера Піча в 1979 році. В 1986 році Спеціальна патрульна група була реформована та перейменована в Групу територіальної підтримки.
У 1981 році Лорд Скармен опублікував доповідь, в якій повідомлялось про проблеми з расовою дискримінацією в Міській поліції Лондона. Доповідь Сера Макферсона в 1999 році знов пыдняла це питання.
До 2000 року Міська поліція Лондона підпорядковувалась напряму Міністру внутрішніх справ Великої Британії, але з 2000 року вона почала підпорядковуватись новоствореній Адміністрації Великого Лондона через Керівництво міської поліції, а потім через Мерську службу з поліційної та протизлочинної діяльності. В 2000—2012 поліція підпорядковувалась Керівництву міської поліції Лондона, яке складалося з 23 осіб, серед яких 12 членів Лондонської асамблеї, які призначались мером Лондона, 4 судді та 7 інших людей. З 2012 року поліція підпорядковувється Мерській службі з поліційної та протизлочинної діяльності, хоча комісар досі призначається Міністром внутрішніх справ.

## Жінки в поліції
У 1914 році була створена Жіноча поліційна служба яка була допоміжною поліцією і не була частиною Міської поліції Лондона. Жінки почали працювати в Міській поліції Лондона починаючи з 1919 року. Першою жінкою-поліціянткою стала Софія Стенлі, яка розробила першу жіночу поліційну форму. Основними обов'язками жінок-поліціянток було патрулювання територій, на яких часто з'являлись проститутки, догляд та спостереження за затриманими жінками і неповнолітніми, боротьба з ворожками (тоді ворожіння було незаконним), нагляд за жінками, які намагались вчинити самогубство. Жінки мали право заходити в борделі, нічні клуби та букмекерські контори для нагляду за дотриманням законів та пристойної поведінки. Як тільки жінки бачили порушення закону чи непристойну поведінку вони мали покликати чоловіків-поліціянтів. Їм не дозволялось носити з собою наручники, окрім випадків коли їм дозволив старший офіцер, та вони не могли здійснювати арешти до 1923 року. Вони не мали права брати відбитки пальців до 1937 року. Жінкам дозволили вступати до Поліційної федерації (професійна спілка поліціянтів) тільки в 1948 році. В 1927—1946 їх звільняли якщо вони одружувались. Жінки мали шестиденний 48-годинний робочий тиждень. Вони не могли працювати в нічну зміну до 1973 року. Жінок відрізняли від чоловіків, які мали більше повноважень, за допомогою префікса «Жінка-» перед званням, наприклад «Жінка-сержант».
У 1968 році Сіслін Фей Еллен стала першою темношкірою жінкою в Міській поліції Лондона. 1 лютого 1971 року Карпал Каур Санду індійського походження стала першою жінкою-азіаткою в Міській поліції Лондона і в британській поліції, ще навіть до того, як в індійській поліції з'явились жінки.
У 1973 році була призначена перша «Жінка-детектив». В цьому році окремий «Жіночий відділ» був повністю інтегрований в міську поліцію. Жінки-поліціянтки отримували меншу заробітну плату, ніж чоловіки до 1974 року. В 1976 році була призначена перша «Жінка-суперінтендант», яка очолила цілий відділ. У 1999 році префікс «Жінка-» у званнях був скасований. В 2009 році Крессіда Дік стала першою жінкою-помічником комісара.

## Значні інциденти та розслідування
- 1911 — Осада вулиці Сідней: Члени латвійської банди 2 січня 1911 взяли в заручники подружжя після невдалої спроби пограбування ювелірної крамниці.
- 1966 — Стрілянина на вулиці Бейбрук: Троє поліціянтів були застрелені Гарі Робертсом та двома його пасажирами, після того як їх зупинили для опитування.
- 1970-90ті — Серія вибухів організованих ІРА: В останній чверті 20го століття відбулося декілька терактів організованих Ірландською республіканською армією.
- 1975 — Катастрофа на станції Мургейт: 28 лютого 1975 потяг в Лондонському метрополітені не зміг зупинитись і врізався в платформу вбивши 42 людини.
- 1975 — Облога в ресторані Дом Спагеті: 18 вересня 1975 Чорна армія визволення[en] здійснила спробу пограбувати ресторан «Дом Спагеті» щоб привернути до себе увагу. Але поліція зірвала їх плани і їм довелось взяти заручників.
- 1975 — Облога на вулиці Балкомб: 6-12 грудня 1975 члени Ірландської республіканської армії взяли в заручники подружжя втікаючи від поліції.
- 1976 — Заворушення на карнавалі в Ноттінг Хілл: Після того, як поліціянти спробували заарештувати спійманого на гарячому кишенькового злодія почалися заворушення.
- 1978-83 — Вбивства в Мусвелл Хілл: Серійний вбивця Деніс Нільсен вбив 15 чоловіків та хлопчиків за 5 років. Він залишав трупи собі для статевих актів, а потім позбавлявся від них спалюючи їх або викидаючи в каналізацію. Лашишки деяких трупів були знайдені в його домі під час обшуку.
- 1979 — Смерть Блера Піча: 22 квітня 1979 Блер Піч був важко поранений поліціянтів під час демонстрації Антинацистської ліги проти передвиборчої зустрічі Національного Фронту в Саусхолі. Наступного дня він помер.
- 1980 — Захоплення іранського посольства: 30 квітня 1980 члени терористичного угруповання Демократичний революційних рух за звільнення Арабістану захопили в заручники працівників Посольства Ірану. Міська поліція Лондона шість днів вела переговори з терористами, але потім Спеціальна повітряна служба Британської армії взяла будівлю штурмом.
- 1981 — Брікстонські заворушення: В 1980 році міська поліція почала операцію «Болото» зі зниження вуличної злочинності. Був прийнятий закон, відповідно до якого поліціянт міг зупинити будь-яку людину, яка буде здаватись йому підозрілою. Через те, що поліція зупинила чорношкірого хлопця 11 квітня 1981 почалися масові заворушення.
- 1982-86 — Залізничні ґвалтівники: Джон Даффі та Девід Малкехі здійснили 18 зґвалтувань жінок та молодих дівчат на чи біля залізничних станцій в Лондоні та в Південно-східній Англії, вбивши при цьому три їхніх жертви. Даффі був спійманий в 1988 році, Малкехі десятьма роками пізніше.
- 1985 — Брікстонські заворушення: Заворушення почались в Брікстоні 28 вересня 1985 через те, що поліціянти застрелили Дороті Гроса, якого розшукували за збройний напад.
- 1985 — Заворушення в Бродвотер Фарм: Коли заворушення в Брікстоні ще не повністю затухли почалися нові заворушення в Тотенхемі, коли матір темношкірого підозрюваного померла від серцевого нападу під час обшуку. Під час цих заворушень було вбито одного поліціянта.
- 1986 — Стоквельський душитель: Кеннет Ерскін здійснив серію вбивств старих людей в Стоквелі. Вінпробирався в їх будівлі та душив їх. Більшість з них були зґвалтовані перед смертю. В 2009 після апеляції покарання Ерскіна було пом'якшене, оскільки була доведена його неосудність.
- 1987 — Пожежа на Кінгс-Кросс: Міська поліція Лондона допомагала Британській транспортній поліції в розслідуванні пожежі на станції Лондонського метрополітену, яка сталася 18 листопада 1987. Ескалатор раптово загорівся і пожежа була настільки сильною, що пожежникам знадобилося декілька годин щоб загасити пожежу. Під час пожежі загинула 31 людина.
- 1988 — Залізнична катастрофа в Клепхем Джанкшен: Міська поліція Лондона допомагала Британській транспортній поліції в розслідуванні залізничної катастрофи в Клепхем Джанкшен 12 грудня 1988, коли через неправильний сигнал світлофора один потяг врізався ззаду в інший відкинувши його на шлях третього. 35 осіб загинуло в цій катастрофі.
- 1989 — Затоплення корабля Мархіонесс: 20 серпня 1989 на Темзі в Лондоні баржа врізалася в корабель Мархіонесс, після чого він затонув. При цьому померли 30 осіб.
- 1990 — Протести проти «Оподаткування спільнот»: В березні 1990 почалися масові заворушення через суспільне незадоволенням новою системою оподаткування запровадженою урядом Маргарет Тетчер, яка називалась «Оподаткування спільнот». Заворушення вчинили збитки розміром приблизно 400 000 фунтів.
- 1993 — Вбивця геїв: Колишній солдат Колін Айрленд катував та вбив п'ятьох геїв щоб здобути популярність. Айрленд був засуджений до довічного ув'язнення в 1993 та помер у в'язниці в 2012.
- 1993 — Вбивство Стівена Лоуренса: Гарі Добсон та Девід Норріс вбили чорношкірого Стівена Лоуренса 22 квітня 1993. Їх вдалося притягнути до кримінальної відповідальності тільки в 2012 році.
- 1995 — Брікстонські заворушення: 13 грудня 1995 в Брікстоні почалися масові заворушення після того, як місцевий житель помер у поліційному відділку. Поліція встановила двокілометрову зону посиленого контролю навколо Брікстона. В подальших доповідях було сказано, що він помер від серцевого нападу.
- 1999 — Лондонський бомбер: Девід Коперленд організував серію вибухів в місцях проживання етнічних меншин та в пабах для геїв.
- 1999 — Карнавал проти капіталізму: Антикапіталістична демонстрація в Лондонському Сіті, яка завжди була мирною, 18 червня 1999 переросла в масові заворушення, які нанесли великий збиток, особливо будівлям компаній, які асоціювались з глобальним капіталізмом.
- 1999 — Вбивство Гарі Стенлі: 22 вересня 1999 Гарі Стенлі був застрелений офіцерами міської поліції за дуже спірних обставин.
- 2001 — Протести Першого травня: Поліція застосувала тактику «обмеження простору» для контролю над натовпом та затриала випадкових прохожих, за що її потім сильно критикували.
- 2001 — Вбивство на Темзі: Розчленоване тіло темношкірого хлопчика 4-7 років було знайдене в Темзі. Через неможливість встановити його особу його назвали Адам. Поліції не вдалося розкрити цей злочин.
- 2002 — Операція Тиберій: Міська поліція Лондона провела масштабне внутрішнє розслідування коли з'ясувалося, що члени банд можуть отримати посаду в Міській поліції Лондона якщо дадуть хабар.
- 2004 — Акт про полювання: Відбулась сутичка між поліцією та протестувальниками, які протестували проти Акту про полювання, який обмежував полювання на тварин.
- 2005 — Теракти в Лондоні та смерть Жана Шарля де Менезеса: 7 липня 2005 відбулося декілька вибухів в громадському транспорті в Лондоні. Через деякий час Жан Шарль де Менезес був помилково прийнятий за терориста та застрелений.
- 2006 — Заплановані теракти на трансатлантичних літаках: Міська поліція Лондона спільно із іншими правоохоронними органами зірвали плани ісламських терористів взірвати декілька трансатлантичних літаків.
- 2006 — Операція «Мокпо»: Міська поліція Лондона здійснила найбільше вилучення вогнепальної зброї в своїй історії під час облав в Дартфорді.
- 2009 — Протести на саміті Великої двадцятки та смерть Яна Томлінсона: 1 квітня 2009 Ян Томлінсон помер невдовзі після того, як його вдарив поліціянт. Згодом ще один поліціянт був відсторонений після того, як два рази вдарив жінку.
- 2011 — Протести проти урізання витрат на публічні потреби: 201 людина була заарештована та 66 людей було поранено під час 500 000 демонстрації проти урізання витрат на публічні потреби 26 березня 2011. Це був найбільший протест в Великій Британії після протесту проти війни в Іраку та найбільший протест організований профспілками.
- 2011 — Нічний мисливець: 24 березня 2011 Делро Грант був визнаний винним в зґвалтуваннях, сексуальних нападах та пограбуваннях, які він здійснював з 1992 року. Він був визнаний винним тільки по 29 епізодам, хоча поліція вважала ого причетним до більше, ніж 200.
- 2011 — Скандал з телефонним прослуховуванням: У 2011 році розгорівся великий скандал коли стало відомо, що газета News of the World платила хабарі Міській поліції Лондона щоб вона прослуховувала телефони знаменитостей, політиків та інших людей.
- 2011 — Загальнонаціональні заворушення: Масові заворушення почалися в Тотенхемі і поширилися на всю країну після того, як офіцери Міської поліції Лондона застрелили Марка Дуггана.
- 2013 — Рабство в Ламбеті: 21 листопада 2013 офіцери Міської поліції Лондона заарештували двох злочинців, які тримали у рабстві трьох жінок протягом 30 років.
- 2013 — Проект «Захисник»: Спільний проект Міської поліції Лондона, Поліції Лондонського Сіті та Лондонського транспорту із зменшення рівня сексуальних домагань в транспорті.
- 2014 — Зникнення Еліс Гросс: У серпні 2014 почалося масштабне розслідування зникнення дівчини-підлітка Еліс Гросс.

## Статистика

### Персонал
Кількість офіцерів в міській поліції змінювалась таким чином:
- 1912 — 20 529
- 1952 — 16 400
- 1965 — 18 016
- 1984 — 27 000
- 2001 — 25 000
- 2003 — 28 000
- 2004 — 31 000
- 2009 — 32 543
- 2010 — 33 260
- 2011 — 32 380
- 2013 — 30 398
- 2014 — 30 932

### Бюджет
- 1829—194 126 фунтів
- 1848—437 441 фунтів
- 1873 — 1 118 785 фунтів
- 1898 — 1 812 735 фунтів
- 1923 — 7 838 251 фунтів
- 1948 — 12 601 263 фунтів
- 1973 — 95 000 000 фунтів
- 1998 — 2 033 000 000 фунтів
- 2009 — 3 500 000 000 фунтів

### Злочинність
Кількість злочинів за роками:
- 1829 — 20 000
- 1848 — 15 000
- 1873 — 20 000
- 1898 — 18 838
- 1923 — 15 383
- 1948—126 597
- 1973—355 258
- 1998—934 254